# Malacacheta
Malacacheta este un oraș în Minas Gerais (MG), Brazilia.